# ياكوف شمويل
ياكوف شمويل (بالعبرية: יעקב שמואל‏) (مواليد 7 أغسطس 1968) هو ملاكم إسرائيلي، مثّل بلاده في الألعاب الأولمبية الصيفية 1988.

## روابط خارجية
ياكوف شمويل على موقع بوكس ريك (الإنجليزية) (registration required)
- ياكوف شمويل على موقع أوليمبيديا (الإنجليزية)